# Fulgurit
Fulguriti (iz latinskega fulgur – blisk, strela)  so različni mineraloidni lešatelieriti. So naravne votle steklene cevke, ki pogosto nastanejo med udarom strele v kremenčev pesek, kremen ali zemljo. Včasih jih  imenujejo tudi okamenela strela. Nekateri fulguriti imajo obliko Lichtenbergovih figur, ki nastanejo pri visokonapetostnih razelektritvah, kakršna je strela. Zaradi amorfne strukture se uvrščajo med mineraloide. 

## Opis
Fulguriti nastanejo, kadar strela s temperaturo najmanj 1800 °C raztali kremen na električno prevodni površini in zlepi zrna minerala. Ohlajen produkt je fulguritna cevka. Proces poteče v približno eni sekundi. Nastanejo lahko tudi zaradi okvar visokonapetostnih daljnovodov, če pretgan kabel pod napetostjo pade na električno prevodna tla s primerno sestavo. 
Podobna steklasta snov, imenovana lešatelierit, lahko nastane tudi zaradi udara meteorita in vulkanske eksplozije. Tako nastali produkti nimajo značilnih oblik fulguritov. 
Fulguriti imajo premer do nekaj centimetrov in lahko prodrejo globoko v zemljo, včasih tudi 15 m. V zadnjem času so enega od najdaljših fulguritov našli na severni Floridi. Dolg je nekaj  več kot 4,9 m. V Prirodoslovnem muzeju Univerze  Yale je razstavljen najdaljši ohranjeni fulgurit, ki je dolg 4 m. Charles Darwin v Potovanje z Beagle poroča,  da so v Driggu, Cumberland, Združeno kraljestvo, odkrili cevi, ki so bile dolge 9,1 m.
Barva je odvisna od sestave peska, iz katerega je nastal, in se razteza od črne ali rumeno rjave do zelene ali prosojno bele. Notranjost je običajno zelo gladka ali obložena z drobnimi mehurčki. Zunanja stran je običajno porozna in posuta z grobimi zrni peska. Fulguriti imajo pogosto obliko korenine z bolj drobnimi stranskimi cevkami. So krhki, zato je zbiranje velikih primerkov na terenu težavno.  
Fulguriti včasih tvorijo razvejano steklasto prevleko na trdnih kamninah in se imenujejo eksogeni fulguriti.

## Uporaba
Fulguriti so zelo cenjeni predvsem pri znanstvenikih kot dokaz o pojavnosti strele. Dejstvo, da so fulguriti pogosti tudi v Sahari, na primer kaže, da je bila strela v tej regiji nekoč precej pogost pojav.
Priljubljeni so tudi med ljubiteljskimi zbiralci mineralov.